# Filipínská literatura

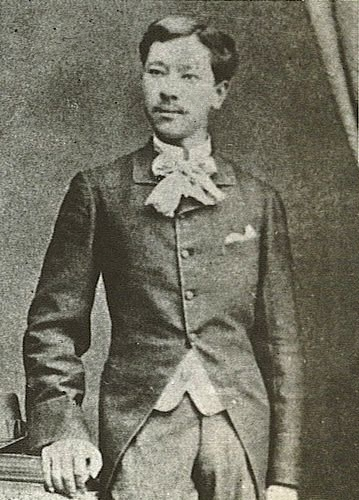
Pedro Paterno, autor prvního filipínského románu

Filipínská literatura je soubor literárních děl, která byla složena či napsána obyvateli Filipín, a to obvykle v jednom z mnoha filipínských jazyků, například oficiální filipínštině, tagalštině nebo cebuánštině, popřípadě v dalších z více než osmdesáti užívaných jazyků. K filipínskému písemnictví se řadí také tvorba filipínských exulantů a četná významná díla vznikla v 19. století rovněž ve španělštině a později v angličtině. Filipínskou literaturu formovaly asijské kulturní vlivy (především čínský a malajský) a vlivy koloniálních mocností (Španělska a Spojených států amerických). Značný vliv měl také římský katolicismus jakožto převládající náboženství.
Nejstarším zachovaným textem je mědirytina z Laguny z roku 900, týkající se peněžních záležitostí; z doby vlády krále Balitunga (899–910) pak pocházejí i četné další rytiny. Během staletí se rozvíjela zejména ústní lidová slovesnost. Významnou roli hrály mýty o stvoření světa či příběhy božstev (k význačným sběratelům patřili Fay Cooper Cole, Roy Franklin Barton a H. Otley Beyer), ale též pověsti (oblíbeným námětem je etiologie, popřípadě aswangové a jiné nadpřirozené bytosti a přízraky) a lidové příběhy, často vyprávějící o ďáblu – například oblíbený „Pedro a Satan“.
V závěru španělské nadvlády vznikala jak díla v domácích jazycích, tak ve španělštině. Ke klasickým textům v tagalštině patří romance Florante at Laura (1861). Prvním filipínským románem se ovšem stala až Nínay (španělsky 1885, v překladu do tagalštiny 1908) od Pedra Paterna. José Rizal vydal román Noli me tángere (Nedotýkej se mě, 1887) a o čtyři roky později pokračování El filibusterismo (Podvracení, 1891), jež ostře kritizovalo španělské koloniální praktiky, za svou činnost byl posléze popraven. V tagalštině se k průkopníkům zařadili Lope K. Santos, Inigo Ed. Regalado a José Corazón de Jesús. V roce 1898 přešly Filipíny po válce ze španělských do amerických rukou a kulturní situace se opět začala měnit. Titul prvního filipínského románu v angličtině je přisuzován Galangovu dílu The Child of Sorrow (Dítě zármutku, 1921). Anglicky pak v první polovině 20. století psali, často melodramaticky a vyumělkovaně, i mnozí další autoři, kromě jiných Paz Marquez-Benitez, Vicente Hilario a Paz Latorena.
V období americké nadvlády patřil k vedoucím osobnostem literatury romanopisec, povídkář a básník José García Villa; o životě na venkově psal Manuel A. Arguilla. Po zisku samostatnosti v roce 1946 se písemnictví dálo rozvíjelo. Vznikaly historické romány (k jejich autorům patřil například Steven Javellana), ale literáti začali být ochotnější i k žánrovým a formálním experimentům a obraceli se k dobovým námětům, jako byl problém masivní emigrace Filipínců do Severní Ameriky (tato témata zpracovával například Bienvenido Santos nebo Carlos Bulosan) či těžké časy za vlády autoritářského prezidenta Marcose (v úřadu v letech 1965–1984). Zvláštnost filipínské kultury, stojící na pomezí dvou světů, západního a asijského, se pokusili zachytit spisovatelé jako Nick Joaquin s románem Portrait of the Artist as Filipino (Portrét umělce jako Filipínce, 1961). Pojetí literatury a kultury jako palimpsestu otevřelo dveře také postmoderním způsobům psaní. K úspěšným autorům konce 20. století se zařadili Emmanuel Torrens, Marjorie Evascová, a především Jose Y. Dalisay.

## Česká recepce
Jako jedna z prvních rozsáhlejších publikací věnovaných filipínské literatuře vyšel v roce 2020 výbor Kuřata v hadí kleci, obsahující 38 povídek. Zvolené povídky představují průřez z hlediska sociálního (starší i mladší generace, tvorba čínské menšiny) i uměleckého – obsaženy jsou jak tradiční, sociálněkritické a realistické texty, tak prózy využívající fantastické prvky či povídky zpracovávající otázky LGBT komunity.